# اضطرابات عاطفية وسلوكية
الاضطرابات العاطفية والسلوكية هو تصنيف واسع يستخدم عادة في البيئات التعليمية، للتعبير عن مجموعة من الصعوبات التي قد يواجهها الأطفال والمراهقين على وجه الخصوص. قد تكون التعاريف العامة والتشخيص مثيرة للجدل، إذ أن السلوك الملاحظ يعتمد على عوامل كثيرة.
النماذج الخمس المستخدمة في تحديد الاضطرابات العاطفية والسلوكية هي:
- بيوفيزيائية.
- نفسية.
- معرفية.
- سلوكية.
- بيئية.